# Hospital dos Reis Católicos

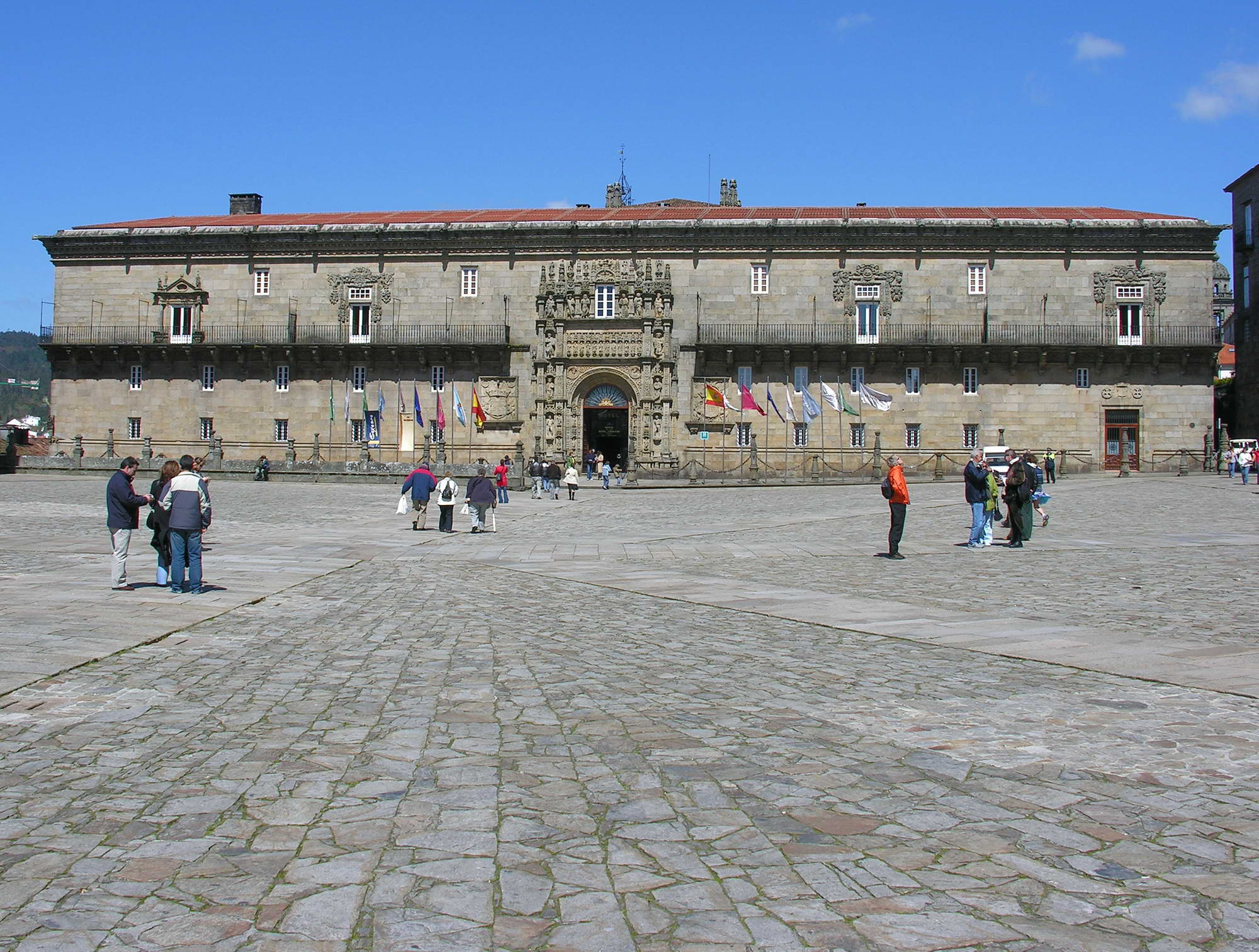
Vista da fachada principal do hospital vista do centro da Praça do Obradoiro

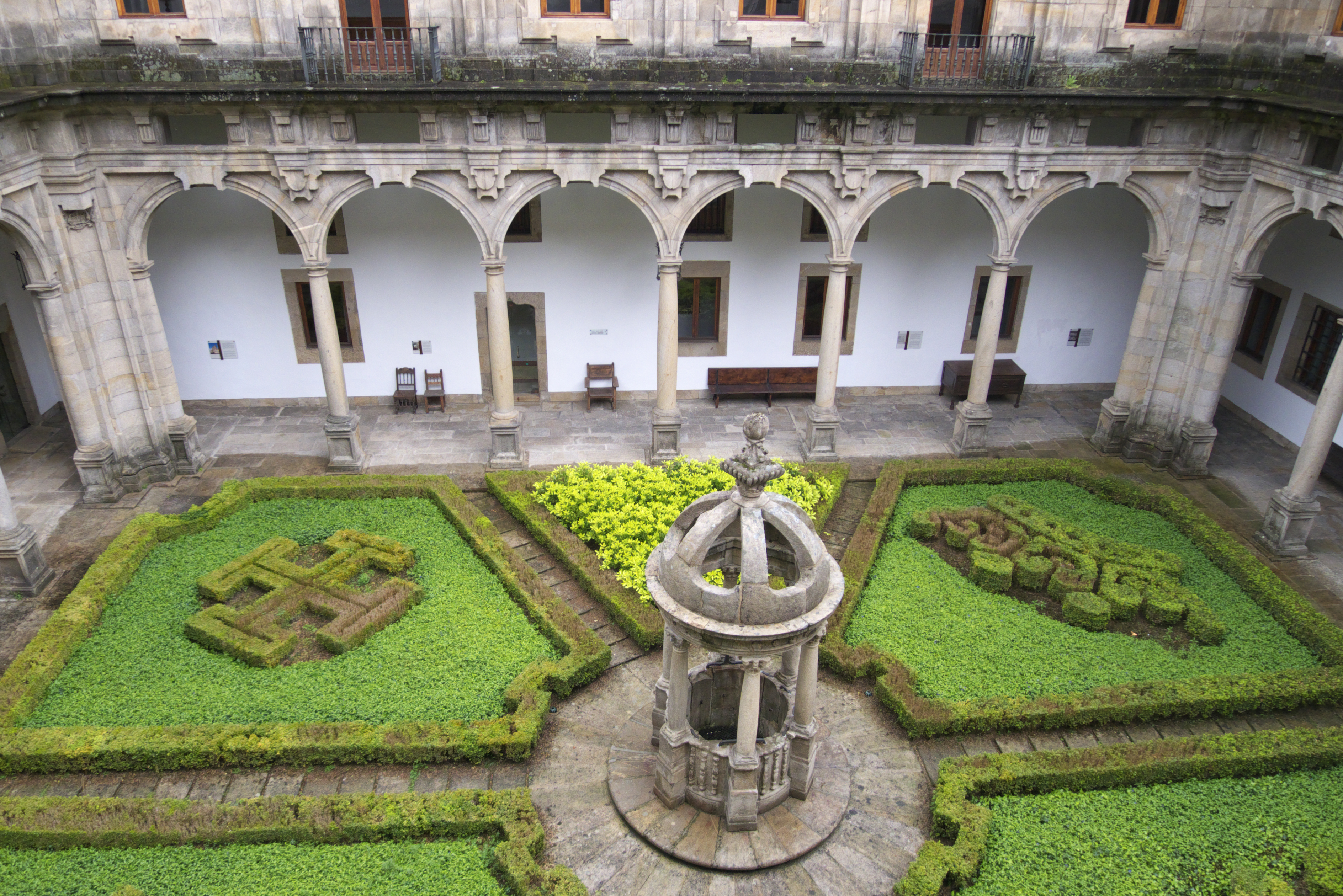
Pátio barroco de São Mateus, desenhado pelo frade dominicano Manuel de los Mártires e realizado por Lucas Ferro Caaveiro

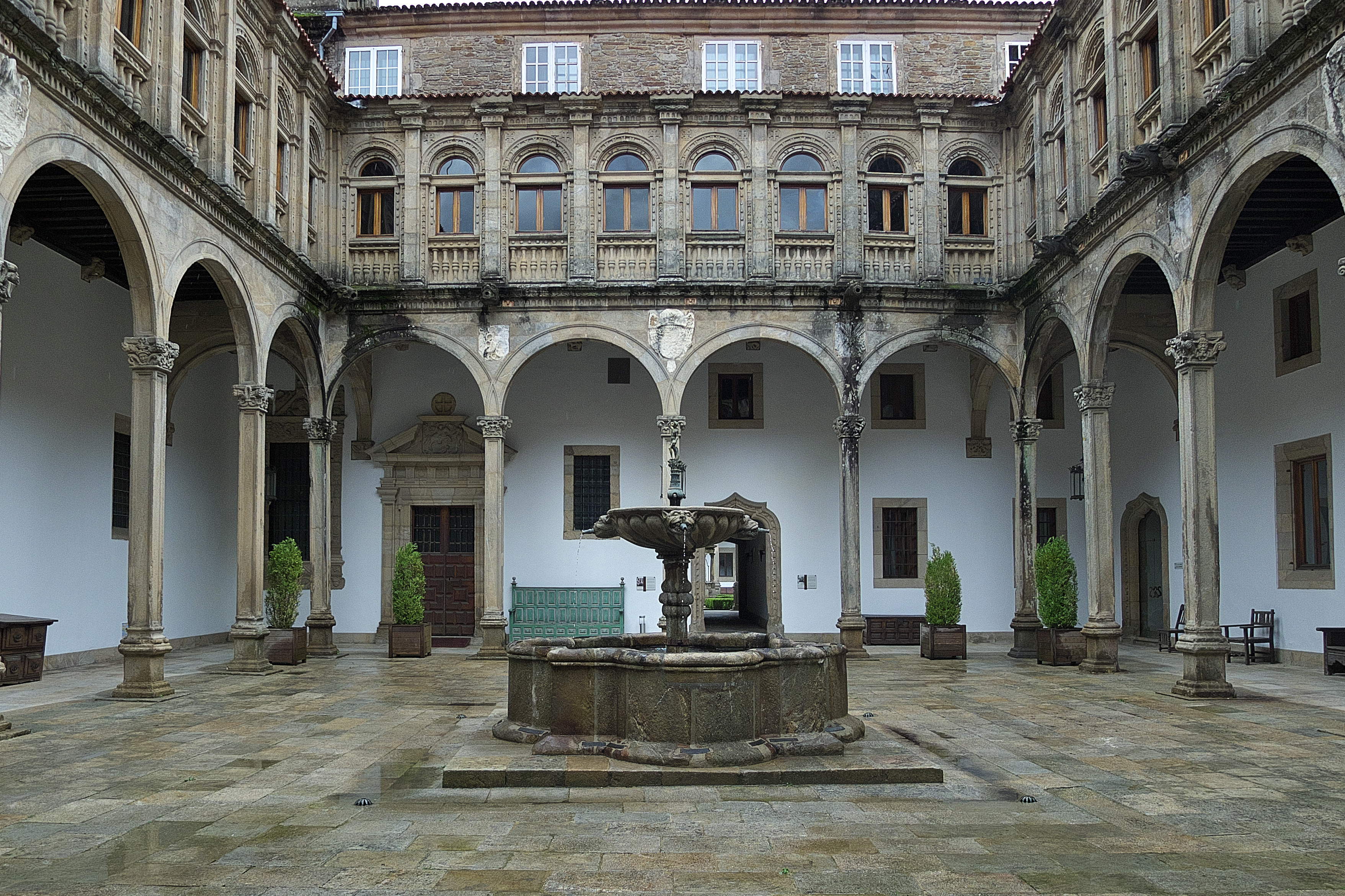
Pátio de São João, ou das cozinhas, reconstruído em 1561 por Rodrigo Gil de Hontañón

O Hospital dos Reis Católicos, atualmente chamado oficialmente Hospedaria dos Reis Católicos (em galego: Hostal dos Reis Católicos), e também conhecido historicamente como Hospital Real de Santiago é um edifício de estilo plateresco que ocupa o lado norte da Praça do Obradoiro, ao lado da catedral de Santiago de Compostela, na Galiza, Espanha.
Mandado construir pelos Reis Católicos, após a sua visita à cidade, para dar abrigo e tratar os peregrinos que precisavam de cuidados médicos após finalizarem o Caminho de Santiago. Foi desenhado e construído pelo arquiteto Enrique Egas (1455–1534) e foi usado como hospital até ao século XIX. Na década de 1950 foi convertido num parador de turismo (hotel de luxo), com o nome de "Parador Museo Santiago".

## História
A origem do hospital está ligado a uma visita dos Reis Católicos a Santiago de Compostela em 1492, durante a qual constataram que apesar da cidade contar com vários pequenos hospitais, os peregrinos doentes eram muito mal assistidos. O casal real decidiu então erigir um hospital novo e moderno, o "Grande Hospital Real", para atender os peregrinos que percorriam o Caminho de Santiago. Para financiar a construção e a sua manutenção, os Reis Católicos doaram parte dos lucros obtidos com a conquista de Granada e em 1499 instituíram um Real Padroado (ou Real Patronato), que dotaram com um terço das rendas do Voto de Santiago do Reino de Granada. Os papas ofereceram indulgências a quem participasse nas obras.
Os peregrinos podiam hospedar-se gratuitamente no hospital durante três dias se apresentassem a sua compostela (o documento que atestava que tinham feito a peregrinação) e a credencial do peregrino devidamente carimbada. A designação de hospital refere-se a esta função — durante a Idade Média, hospital era a designação das instituições que hospedavam peregrinos ou davam asilo a pobres.
Durante a Idade Média existia uma rede para ajudar os peregrinos ao longo de todo o Caminho de Santiago. Após a visita que fizeram a Santiago de Compostela, ainda em 1492 os Reis Católicos encomendaram a Enrique Egas os plantas do novo hospital, mas diversas dificuldades motivaram o atraso do começo das obras. A 3 de maio de 1499, os reis encarregaram Diego de Muros, deão do cabildo compostelano, de construir o hospital real. Juntamente com os hospitais reais de Santa Cruz de Toledo e o Granada, também da autoria de Egas, o hospital de Santiago é um dos primeiros hospitais independentes de conventos, inspirados no Hospital Maior, construído em Milão em 1456 pelo arquiteto Filarete.
A construção começou em 1501, quando foram iniciados os trabalhos dos alicerces e dez anos mais tarde o essencial do edifício estava concluído, à exceção da fachada, que é ligeiramente posterior e que foi reformada no século XVII. O portal renascentista foi contratado aos mestres franceses Martín de Blas e Guillén Colás m dezembro de 1519. Anos depois, para proteger a fachada, o município cedeu um terreno que foi delimitado por grossas correntes penduradas em pilares renascentistas.
O Hospital Real de Santiago é um edificio excecional, muito diferente dos grandes hospitais de planta retangular usuais na Idade Média, apesar de ter sido recomendado a Rgas que tivesse em conta o Hospital Real de Burgos, mas que ainda está longe dos projetos com influência italiana mais forte em forma de cruz grega. Egas desenhou um edifício em forma de T, não em forma de cruz grega, renunciando parcialmente ao modelo do hospital de Milão, e que, por ser mais pequeno, assemelha-se mais a outras soluções, também italianas, como Antigo Hospital do Espírito Santo em Sassia, em Roma, construído entre 1474 e 1478. O edifício original de Egas tinha dois claustros, um de cada lado do T, um destinado aos homens e outro às mulheres. Na zona traseira dispunha de uma horta, destinada ao cultivo de plantas medicinais, enquanto na interseção dos braço do T se encontrava a capela, com abóbada em cruzaria e com decoração elegante.
Apesar de ter sido construído a fim de servir os peregrinos, com a diminuição das peregrinações a partir do século XV, a maior parte dos que o utilizavam passaram a compostelanos e habitantes das redondezas. A partir das constituições de Carlos V, em 1524, o hospital passou a chamar-se Grande Hospital Real de Santiago.
O claustros iniciais foram modificados em estilo renascentista pelo arquiteto Rodrigo Gil de Hontañón. Em 1678, Frei Tomás Alonso, o mesmo que construiu as varandas barrocas que sustentam o coro do Mosteiro de São Martinho Pinário, situado do outro lado da catedral, reformou a fachada renascentista, possivelmente na sequência de um desmoronamento, introduzindo uma grande varanda apoiada em grandes mísulas profusamente decoradas com caraterística decoração vegetal e abre mais três janelas. No século XVIII o espaço da horta foi ocupado com dois novos pátios, o que deu ao edifício a forma atual em cruz grega, com quatro pátios interiores.
A partir de 1740 o hospital passou a atender também pacientes militares. Através da análise dos registos anuais, com a duração média das estadias por doente, pode verificar-se que a atividade hospitalar aumentou consideravelmente durante a primeira metade do século XVIII e que uma parte dessa atividade passou a centrar-se nos cuidados ao pessoal militar presente na cidade. Esta vocação aumentou consideravelmente durante a Guerra da Independência Espanhola, diminuindo significativamente depois, mas mantendo um nível elevado até 1840. Com o desaparecimento do Real Patronato e as desamortizações de Mendizábal e de Madoz, no século XIX, o hospital perde as sua rendas, passando a depender das quatro deputações provinciais da Galiza e, a partir de 1880, apenas da deputação da Corunha.
Em 1953, o Instituto Nacional de Previsión, dependente do Ministério de Trabalho espanhol, construiu um novo edifício na Rua Galeras, para onde o hospital é transferido no mesmo ano, abandonando o antigo edifício.

## O edifício

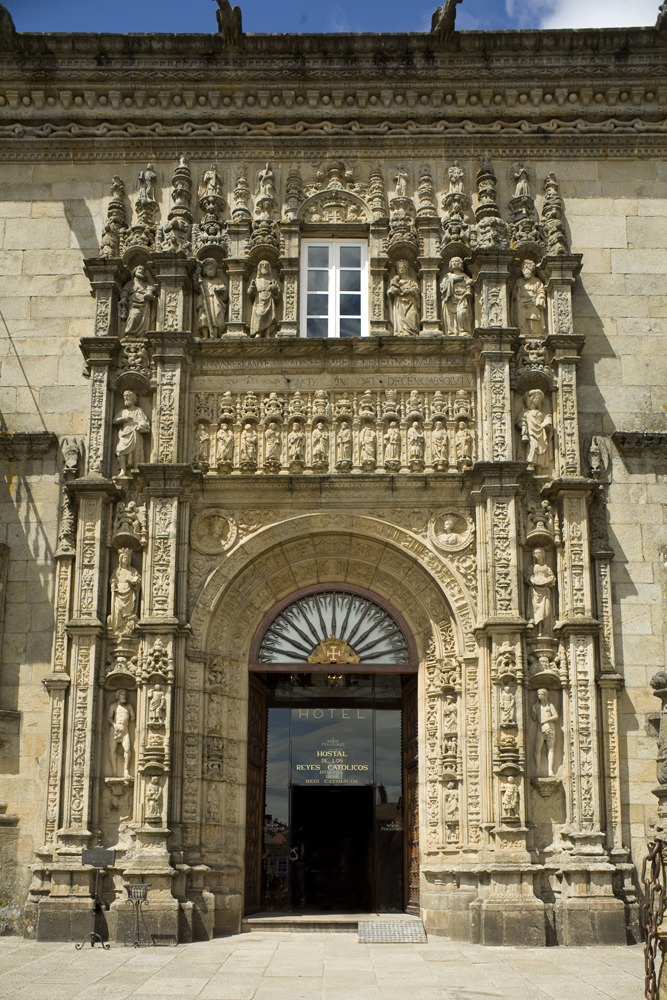
Vista de conjunto do portal

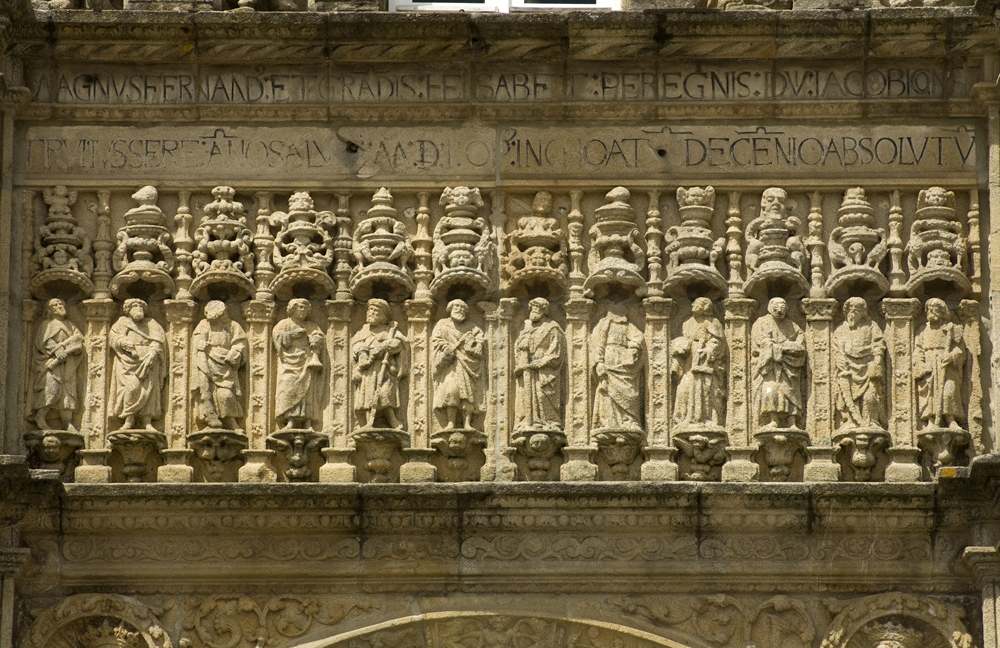
Friso com os doze apóstolos

Como já referido, Enrique Egas desenhou um edifício em forma de T, e não em forma de cruz grega, como fez depois nos hospitais de Toledo e Granada. Porém, na época barroca foram construídos dois novos pátios que deram a forma de cruz, e que, no entendimento de alguns, devirtua a traça original de Egas.

### Fachada
A decoração do portal segue os caraterísticas do plateresco, que é manifesto na utilização de repertórios decorativos italianos num edifício onde persiste um espírito gótico, entendido como uma negação da ideia de ordem e proporção próprios da normativa clássica — pretendia-se arranjar soluções que tinham como objetivo dotar estas obras de um aspeto moderno em relação ao contexto para que foram desenhadas. Juntamente com a Porta de Carlos V em Viveiro, este portal é o único exemplar de platerescco na Galiza.
No que concerne à parte artística, o projeto de Egas inscreve-se no estilo isabelino, que incorpora elementos tradicionais do gótico flamejante com novidades estéticas renascentistas e elementos decorativos clássicos. Deste ponto de vista, o elemento mais vanguardista é a fachada principal, concebida como uma espécie de grande retábulo, cujo eixo central é formado pela porta de arco de meio ponto, o qual a relacionava com os edifícios românicos que a rodeavam. Ao longo da fachada encontram-se nichos e frisos onde há figuras de reis e de diversos outros personagens, entre os quais se destacam as de Adão e Eva.
Na fachada podem observar-se as seguintes imagens esculpidas em pedra:
- À esquerda do portal, de baixo para cima: Adão, Santa Catarina e São João Batista.

- À direita do portal, de baixo para cima: Eva, Santa Lúcia e Maria Madalena.

- No friso: os doze apóstolos.

- Nos cantos do portal: medalhões de Isabel, a Católica e Fernando I de Aragão.

- À esquerda da janela central: Cristo, Santiago e São Pedro.

- À direita da janela central: Virgem com o Menino, São João Evangelista e São Paulo.

- Nos pináculos de cima: seis anjos com instrumentos musicais.

De cada lado do portal, por baixo das varandas construídas por Egas, há dois grandes escudos com as armas de Castela e a cruz de Jerusalém (ou das Cruzadas) envolvida num círculo que é o emblema do hospital. Estes grandes medalhões são um elemento decorativo caraterístico do estilo plateresco do primeiro terço do século XVI em Espanha. Dos diversos elementos exteriores, destaca-se a cornija de pedra que coroa a fachada principal e parte das laterais, um dos exemplos mais ricos do Renascimento espanhol, pela sua decoração com motivos variados, onde sobressaem as gárgulas, as quais, além da função utilitária de escoamento da água, são um complemento estético.

### Capela Real
A Capela Real cumpria as funções de igreja do hospital. Ogival e de planta em cruz latina, o cruzeiro é iluminado por uma lanterna coberta com um abóbada de nervos estrelada, com grandes janelas de arcos rebaixados que abrem para as salas superiores formando tribunas. A bóbada apoia-se em colunas decoradas com os apóstolos, ao estilo flamejante. Os caixotões dos tetos planos das tribunas, finas molduras que enquadram os arcos rebaixados ou canopiais, são alguns dos elementos estéticos que fazem parte do conjunto. Trata-se de uma obra importante, ainda que talvez peque por falta de unidade estética, com algum ecletismo, que para alguns autores pode dever-se à presença de  Juan de Lemos completando o projeto de Egas, que só visitou as obras por três vezes e por pouco tempo.
Na entrada tem uma grade decorada de grande valor artístico, fabricada em Toledo no século XVI. Está classificada como monumento nacional desde 1912.

### Pátios
O edifício tem quatro pátios interiores, dois góticos e dois barrocos, que formam uma cruz grega. Os primeiros são os do desenho inicial de Enrique Egas e são conhecidos como pátio de São João e pátio de São Marcos. Os dois pátios barrocos têm o nome dos restantes evangelistas, São Lucas e São Mateus.